# Howard Stern
Howard Allan Stern (* 12. ledna 1954) je americký rozhlasový a televizní hlasatel, producent, spisovatel, herec a fotograf. Je znám pro svůj rozhlasový pořad The Howard Stern Show, který byl celonárodně vysílán v letech 1986 až 2006. Rozhlasové kariéře se chtěl věnovat již od svých pěti let. Během studií na Bostonské univerzitě pracoval v kampusové rozhlasové stanici WTBU a později krátce působil v WNTN v Newtonu. Na jeho kariéře se nejvíce projevily pozice na stanicích WRNW v Briarcliff Manor, WCCC v Hartfordu a WWWW v Detroitu. V roce 1981 začal moderovat ve spolupráci s Robin Quivers na stanici v WWDC ve Washingtonu, D.C. a nakonec do roku 1985 v newyorském WNBC.
Roku 1985 začal pracovat pro WXRK v New Yorku a stal se jedním z nejpopulárnějších moderátorů ve Spojených státech amerických. Za svou činnost získal řadu ocenění, například od magazínu Billboard. Stern se pro svůj úspěch mimo oblasti rozhlasu sám popsal jako „krále všech médií“. Pracoval jako producent na několika nočních televizních pořadech a roku 1994 kandidoval na post guvernéra New Yorku. Jeho dvě knihy Private Parts (1993) a Miss America (1995) se zařadily mezi nejprodávanější knihy podle deníku The New York Times. Podle první z nich byl roku 1997 natočen stejnojmenný film. Na knihách se podílel také Larry Sloman.